# Jalani Davis
Jalani Davis (* 23. Mai 2001 in Hampton, Virginia) ist eine US-amerikanische Leichtathletin, die sich auf das Kugelstoßen spezialisiert hat.

## Sportliche Laufbahn
Jalani Davis studiert seit 2019 an der University of Mississippi und 2023 wurde sie NCAA-Hallenmeisterin im Gewichtweitwurf. Im Juli siegte sie bei den U23-NACAC-Meisterschaften in San José mit einer Weite von 63,81 m im Hammerwurf und sicherte sich im Kugelstoßen mit 17,20 m die Silbermedaille hinter ihrer Landsfrau Jaida Ross. Im August startete sie im Kugelstoßen bei den Weltmeisterschaften in Budapest und schied dort mit 16,93 m in der Qualifikationsrunde aus.

## Persönliche Bestleistungen
- Kugelstoßen: 18,64 m, 3. Juni 2023 in Nashville
  - Kugelstoßen (Halle): 18,43 m, 25. Februar 2023 in Fayetteville
- Diskuswurf: 56,23 m, 29. Mai 2021 in Jacksonville
- Hammerwurf: 69,53 m, 9. Juni 2022 in Eugene